# 護脛

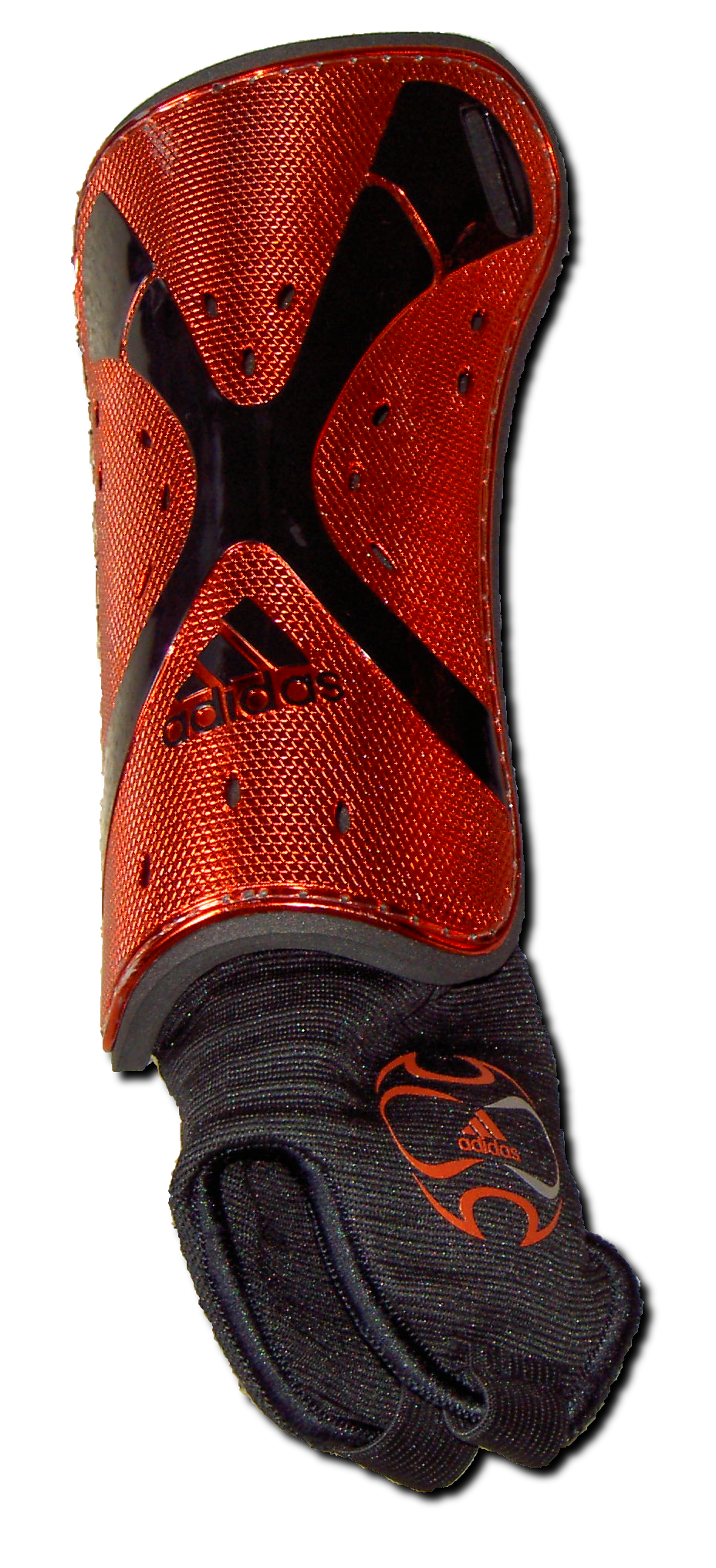
足球護脛

護脛（shin guard，shin pad）是一種體育用品，保護運動員的脛骨避免受傷。現在護脛主要使用在足球、籃球、冰球、曲棍球、橄欖球、板球、袋棍球等體育項目當中。護脛可以由多種材料製作，包括玻璃纖維強化塑膠、聚氨酯、塑膠和金屬等。護脛起源於脛甲，現在已經廣泛使用在有直接身體接觸的體育運動當中。 